# Thiallela
Thiallela is een geslacht van vlinders van de familie van de snuitmotten (Pyralidae).

## Soorten
- T. dolokensis Roesler & Kuppers, 1981
- T. eduardi Roesler & Kuppers, 1981
- T. endochralis Hampson, 1908
- T. epicrociella (Strand, 1918)
- T. escigera Meyrick, 1932
- T. ligeralis Walker, 1863
- T. rhodoptila Meyrick, 1932